# تات قشلاق
تات قشلاق یک روستا در ایران است که در استان زنجان واقع شده‌است. تات قشلاق ۲۶۱ نفر جمعیت دارد.